# Rondibilis barwayensis
Rondibilis barwayensis là một loài bọ cánh cứng trong họ Cerambycidae.